# Лихачёв, Пётр Тимофеевич
Пётр Тимофеевич Лихачёв (21 февраля 1906, Порфировка, Спасский район, Татарстан — 22 марта 1942) — помощник командира взвода 32-го стрелкового полка 19-й стрелковой дивизии 5-й армии Западного фронта, старший сержант, Герой Советского Союза (1942).

## Биография
Родился 21 февраля 1906 года в селе Порфировка Российской империи, позже Куйбышевского (ныне Спасского) района Татарстана. Русский.
Окончил начальную школу. С 12 лет работал в сельском хозяйстве.
В 1921 году Лихачёв добровольцем ушёл в Красную Армию. Служил рядовым красноармейцем. Окончил школу младших командиров, после чего командовал отделением, стрелковым взводом. В 1930 году уволился из армии и вернулся на родину. С 1931 года был бригадиром полеводческой бригады, затем — учётчиком тракторной бригады в колхозе.
В мае 1941 года Лихачёв вновь был призван в Красную Армию и направлен на западную границу, где встретил войну. Воевал в составе 24-й армии под Ельней. Участвовал в Ельнинской наступательной операции, обороне Москвы, контрнаступлении под Москвой и на северо-востоке Смоленщины.
В марте 1942 года северо-восточнее города Гжатск (ныне Гагарин) Смоленской области наступал 32-й полк 19-й стрелковой дивизии 5-й армии, в составе которого находился старший сержант Лихачёв. Затяжной бой разгорелся в районе деревни Клячино (ныне Гагаринского района Смоленской области), расположенной на склоне господствующей высоты. Фашисты успели превратить высоту в опорный пункт: построили дзоты, прорыли ходы сообщения, установили перед передним краем минное поле и проволочное заграждение.
21 марта подразделения стрелкового полка успешно отразили контратаку превосходящих сил противника и заставили его отступить. Преследуя фашистов, группа из 16 бойцов во главе со старшим сержантом Лихачёвым ворвалась в их окопы и захватила 2 вражеских дзота с пулемётами. Гитлеровцы сосредоточили миномётный и пулемётный огонь на подступах к захваченным дзотам и отрезали группу старшего сержанта от других подразделений стрелкового полка. Лихачёв организовал круговую оборону. Фашисты открыли артиллерийский огонь, а затем начали атаковать группу. Бой не прекращался 30 часов. Фашисты никак не могли захватить выгодный рубеж, который защищала горстка храбрецов. Несмотря на ранение, Лихачёв продолжал руководить группой.
Уже были израсходованы все патроны, а подкрепление не подходило. Старший сержант Лихачёв поднял оставшихся в живых бойцов и повёл их в рукопашную. Вместе с боевыми товарищами 22 марта 1942 года П. Т. Лихачёв погиб в этом бою.
Указом Президиума Верховного Совета СССР «О присвоении звания Героя Советского Союза начальствующему и рядовому составу Красной Армии» от 21 июля 1942 года за «образцовое выполнение боевых заданий командования на фронте борьбы с немецкими захватчиками и проявленные при этом отвагу и геройство» удостоен посмертно звания Героя Советского Союза.
Был похоронен на братском кладбище юго-западнее деревни Долгое Гжатского (ныне Гагаринского) района. В 1954—1956 годах останки П. Лихачёва и его бойцов были перенесены из леса у деревни Долгое в братскую могилу № 2 на восточной окраине Гжатска. Всего сюда перезахоронили 6189 погибших воинов. Над братской могилой шефствует Гагаринский зооветтехникум.

## Семья
- двоюродный внук Василий Николаевич Лихачёв[2] (1952—2019) — советский и российский государственный деятель, вице-президент Республики Татарстан (1991—1995), председатель Государственного совета Республики Татарстан (1995—1998), депутат Государственной Думы Федерального Собрания Российской Федерации VI созыва от Коммунистической партии Российской Федерации, член Центральной избирательной комиссии РФ (2016—2018).

## Память
- Приказом Министра обороны СССР П. Т. Лихачёв навечно зачислен в списки воинской части.
- Порфировская школа, в которой учился Герой, носит его имя.
- Именем П. Т. Лихачёва названа улица в городе Куйбышев (ныне Болгар) республики Татарстан.
- Памяти земляка-героя в санаторной школе-интернате Спасского района Республики Татарстан проводятся тематические линейки[3].
- Памятник Герою был установлен в городе Владикавказе. По сообщению Управления культуры Владикавказа:

Памятник (мемориальная доска) Лихачёву Петру Тимофеевичу был установлен в 1967 году во дворе воинской части № 29483 по пр. Коста. Надпись на памятнике гласила: «В этой части приказом Министра обороны СССР № 12 от 29 июня 1957 года навечно зачислен в списки 1-й мотострелковой роты Герой Советского Союза старший сержант Лихачёв Пётр Тимофеевич». Однако позже эта воинская часть была выведена из Владикавказа, а на месте её расположения построены многоквартирные дома.